# Jaroslav Navrátil (voetballer)
Jaroslav Navrátil (Hustopeče, 30 december 1991) is een Tsjechisch voetballer die als vleugelspeler of spits speelt.

## Clubcarrière

### MSK Břeclav
Navrátil begon bij RSM Hodonín–Šardice en stapte begin 2009 over naar MSK Břeclav. Daar kwam hij in het seizoen 2010/11 in het eerste elftal dat op dat moment in de MSFL, een van de twee competities op het derde niveau, uitkwam. 

### Nederland
Eind 2012 tekende hij na een succesvolle stage een huurcontract voor een half jaar met een optie op nog twee seizoenen bij Heracles Almelo. Hij speelde vier wedstrijden voor Heracles in het seizoen 2012/13 waarna de optie gelicht werd. Na het seizoen 2014/15 werd zijn contract verlengd tot medio 2017 en in maart 2017 tot medio 2018. 
In 2018 maakte hij de overstap naar Go Ahead Eagles, waar hij twee seizoenen speelde.

### Hongarije
In 2020 kwam Navrátil uit voor de Hongaarse club Kisvárda FC. In 2024 ging hij naar Nyíregyháza Spartacus.